# I Will Not Bow
"I Will Not Bow" är den första singeln ifrån Breaking Benjamins album Dear Agony från 2009. Den fanns med som soundtrack i filmen Surrogates, med Bruce Willis i huvudrollen. Låten skrevs ej specifikt till filmen, men enligt bandets trummis Chad Szeliga skickade Benjamin ett antal låtar till Hollywood Records, vilket ägs av Walt Disney Company. Senare bestämdes att man ville ha en Breaking Benjamin låt till filmen.
"I Will Not Bow" kan betraktas som en rocklåt.
Låten har bland annat legat etta på Billboard Hot Mainstream Rock Tracks och Billboard Rock Songs.

## Låtlista
1. I Will Not Bow (Album Version) – 3:38
2. I Will Not Bow – 3:39
3. I Will Not Bow – 3:39
4. Call Out Hook – 0:08

## Släpp
Låten planerades att släppas på bandets MySpace sida 12:00 AM på onsdagen den 12 augusti 2009, innan dess första radiospelning på St. Louis radiostation, 105.7 The Point tillsammans med intervju av Aaron Fink. Hur som helst ledde olika orsaker till att den istället släpptes redan den 11 augusti.

## Musikvideo
Musikvideon innehåller material ifrån filmen Surrogates där låten är s.k. soundtrack. Det finns även scener när sångaren Benjamin Burnley går omkring eller står still och samtidigt sjunger in i en mikrofon, till synes högst upp i en skyskrapa. I vissa sekvenser syns hela bandet.

## Listplaceringar
"I Will Not Bow" debuterade på placeringen #40 på Billboard Hot 100, bandets näst högsta listplacerade låt och första 40 i topp-hitlåt på listan. Den toppade listorna Billboard Rock Songs och Hot Mainstream Rock Tracks och placerade sig på femte plats på listan Alternative Songs.
| Lista (2009)                         | Topplacering |
| ------------------------------------ | ------------ |
| Billboard Canadian Hot 100           | 98           |
| Billboard Hot 100                    | 40           |
| Billboard Rock Songs                 | 1            |
| Billboard Alternative Songs          | 5            |
| Billboard Hot Mainstream Rock Tracks | 1            |